# Mnichov (kraj karlowarski)
Mnichov – wieś i gmina w Czechach, w powiecie Cheb, w kraju karlowarski. Według danych z dnia 1 stycznia 2012 liczyła 404 mieszkańców.